# Eritrodermia ittiosiforme congenita
Per eritrodermia ittiosiforme congenita  (o bollosa congenita) in campo medico, si intende una forma di genodermatosi con carattere autosomico dominante.

## Epidemiologia
Per numero di casi registrati costituisce una delle forme più rara di ittiosi (1 caso su 300 000).

## Sintomatologia
Fra i sintomi e i segni clinici ritroviamo un ampio eritema, ipercheratosi a livello palmare, comparsa di bolle con siero. Tali bolle si rompono con facilità e lasciano un piccolo segno.

## Eziologia
La causa è da ritrovarsi a mutazioni genetiche  (i geni interessati sono quelli codificanti per le cheratine K1 e K10).

## Terapia
Per il trattamento delle bolle creme antibiotiche e soluzioni antisettiche da somministrare localmente, occorre molta attenzione per via della fragilità delle bolle stesse.